# Шагада
Шага́да або шаха́да (араб. شهادة, Šahādah; тур. Şehadet — свідчення) — ісламський Символ віри, що засвідчує віру в єдиного Бога (Аллаха) та пророчу місію Мухаммада. Необхідна та достатня умова для приняття ісламу.
Звучить як «Немає бога крім Аллаха і Мухаммад — пророк його» або старобілоруською (мовою, якою користувались білоруські татари — перші мусульмани у Давній Русі — «Нямаш іншага, толькі адзіны Пан Бог, і Мухамад — Пасол Божы»).

## Створення
- Хадіс від Анаса ібн Маліка говорить:

«Який би раб Божий не завчив про те, що нема об'єкта для поклоняння, крім Бога та Мухаммад пророк Його, зробив це з щирістю у серці, Господь негайно віддалить його від пекла.»
Текст шагади:
- Арабський:

أشهد أن لا إله إلا الله وأشهد أن محمدا رسول الله
- Латинська транслітерація:

AshHadu an lā ilāHa illā 'llāHu wa ashHadu anna muḥammadan rasūlu-'llāHi
- Транслітерація кирилицею:

[Ашхаду] ан ля іляха ілля 'ллаху ўа [Ашхаду] анна Мухаммадан расулю 'ллахі
Переклад:
[Свідчу, що] немає достойнішого для поклоніння крім Всевишнього (Аллаха) і [свідчу, що] Мухаммад посланець Його